# Ефремов, Василий Васильевич
Василий Васильевич Ефремов (1914—2002) — полковник Советской Армии, участник Великой Отечественной войны, Герой Советского Союза (1942).

## Биография
Василий Ефремов родился 1 марта 1914 года в Оренбурге. В детстве жил в Оше, затем переехал в Ташкент. Работал на заводе, окончил два курса Ташкентского индустриального рабочего университета. В 1936 году Ефремов был призван на службу в Рабоче-крестьянскую Красную Армию. В 1938 году он окончил Оренбургскую военную авиационную школу лётчиков. Участвовал в советско-финской войне, совершил 140 боевых вылетов, сбил по собственному утверждению 7 финских самолётов (документально победы не подтверждены), обнаружил и принял участие в уничтожении крупного вражеского склада боеприпасов. С июня 1941 года — на фронтах Великой Отечественной войны. Принимал участие в боях на Калининском фронте.
К марту 1942 года гвардии капитан Василий Ефремов был заместителем командира эскадрильи 5-го гвардейского истребительного авиаполка Калининского фронта. В марте 1942 года пятёрка истребителей во главе с Ефремовым приняла бой с превосходящими силами противника. В том бою Ефремов лично сбил два немецких самолёта.
Указом Президиума Верховного Совета СССР «О присвоении звания Героя Советского Союза начальствующему и рядовому составу Красной Армии» от 5 мая 1942 года за «образцовое выполнение боевых заданий командования на фронте борьбы с немецкими захватчиками и проявленные при этом отвагу и геройство» удостоен высокого звания Героя Советского Союза с вручением ордена Ленина и медали «Золотая Звезда» за номером 568.
Всего же за время своего участия в войне Ефремов совершил 401 боевой вылет, принял участие в 120 воздушных боях, в которых лично сбил 7 вражеских самолётов. После окончания войны он активно участвовал в освоении первых реактивных самолётов «Як-15» и «МиГ-9». В 1953 году окончил Военную академию Генерального штаба. В 1971 году в звании полковника вышел в отставку. Проживал в Москве, работал заместителем начальника управления в Гостелерадио. Скончался 28 октября 2002 года, похоронен на Ваганьковском кладбище Москвы.
Был награждён тремя орденами Ленина (19.05.1940, 05.05.1942, 20.09.1947), пятью орденами Красного Знамени (29.12.1941, 06.04.1942, 05.02.1947, 31.07.1948, 30.12.1956), двумя орденами Отечественной войны 1-й степени (04.06.1945, 11.03.1985), орденом Красной Звезды (13.06.1952), рядом медалей, в том числе, «За отвагу» (26.01.1940) и «За боевые заслуги» (30.04.1947).